# Expansión libre
La expansión libre de un gas, también llamada expansión de Joule (no se debe confundir con la expansión de Joule-Thomson) es un proceso irreversible en el cual un gas se expande en un recipiente vacío y aislado.

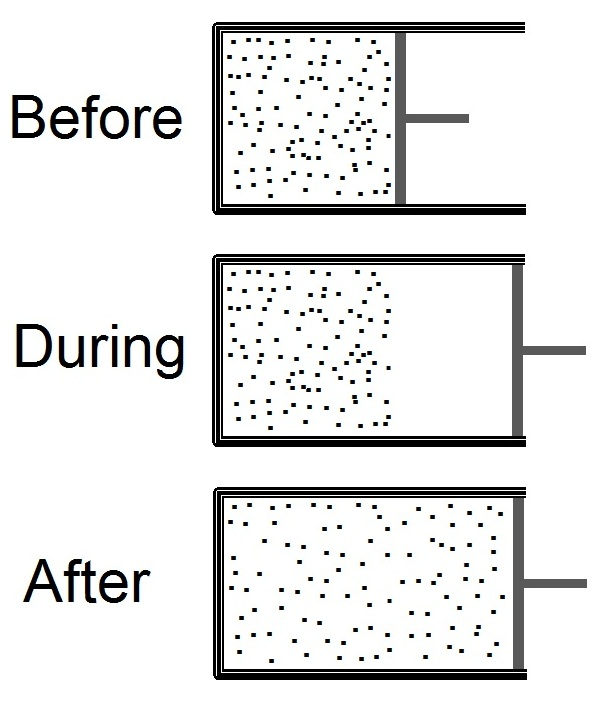
También se puede lograr moviendo el pistón hacia fuera más rápido que los átomos del gas.

Está expansión libre es cuasiestática (pero aún irreversible)

Los gases reales experimentan un cambio de temperatura durante la expansión libre. Para un gas ideal, la temperatura no cambia, y las condiciones antes y después de la expansión libre adiabática se satisfacen:
{\displaystyle (P_{i})(V_{i})=(P_{f})(V_{f})}
Donde P es la presión, V es el volumen, y i y f refiere a los estados iniciales y finales. Dado que el gas se expande, Vf > Vi , lo que implica que la presión cae (Pf < Pi).
Durante expansión libre, ningún trabajo es realizado por el gas. El gas pasa a través de los estados que no están en equilibrio termodinámico antes de llegar a su estado final, lo que implica que no se pueden definir parámetros termodinámicos como valores del gas en su conjunto. Por ejemplo, la presión cambia localmente de punto a punto, y el volumen ocupado por el gas (el cual está formado de partículas) no es una cantidad bien definida.
Una expansión libre se consigue típicamente mediante la apertura de una llave de paso que permite que el gas se expanda en un vacío. Aunque sería difícil de lograr en la realidad, es instructivo imaginar una expansión libre causada por un pistón en movimiento más rápido que prácticamente cualquier átomo. Ningún trabajo se hace porque no hay presión sobre el pistón. Sin energía térmica que sale o entra en el pistón. Sin embargo, hay un cambio de entropía. Pero la fórmula bien conocida para el cambio de entropía.
A pesar de que la expansión libre es un proceso irreversible y la expresión de cambio de entropía para un flujo de calor reversible no se aplica:
{\displaystyle \Delta S=\int {\frac {dQ_{rev}}{T}}\,,}
Debido a que la entropía es una coordenada del sistema termodinámico, es posible encontrar su expresión a través de un proceso reversible arbitrario con estados iniciales y finales iguales a los de expansión. De esta manera, para un gas ideal, el cambio en entropía es el mismo que para el efecto Joule-Thomson:
{\displaystyle \Delta S=\int _{i}^{f}\mathrm {d} S=\int _{V_{i}}^{V_{f}}{\frac {P\,\mathrm {d} V}{T}}=\int _{V_{i}}^{V_{f}}{\frac {nR\,\mathrm {d} V}{V}}=nR\ln {\frac {V_{f}}{V_{i}}}.}

## Paradoja termodinámica
Se conoce que en una expansión libre no existe trabajo realizado pues:
{\displaystyle W=\int PdV=0}
Además, se tiene que no existe cambio en la energía interna del gas, pues la energía interna del gas es función de la temperatura y la expansión libre es un proceso isotérmico:
{\displaystyle \Delta U=0}
De esta manera, utilizando la identidad termodinámica {\displaystyle \Delta U=TdS+\delta W} se llega a que no existe cambio de entropía en el proceso:
{\displaystyle 0=TdS+0\implies TdS=0}
Este problema es conocido como la paradoja termodinámica de la expansión libre. Su solución recae en la definición misma de calor.
La igualdad:
{\displaystyle dQ=TdS}
Solo es consistente para un proceso estrictamente reversible, de esta manera, la identidad termodinámica no es cierta utilizando esta definición de calor. Es necesario recordar que a pesar de que el cambio de entropía del sistema se calcula utilizando una aproximación reversible, el proceso no puede ser tratado como reversible. Así la expansión libre cumple con:
{\displaystyle \Delta U=\delta Q+\delta W\implies \delta Q=0}
Lo que implica que de acuerdo con la primera ley de la termodinámica, la expansión libre es un proceso adiabático.